# Barrington (Rhode Island)
Barrington és una població dels Estats Units a l'estat de Rhode Island. Segons el cens del 2000 tenia 16.812 habitants.

## Demografia
Segons el cens del 2000, Barrington tenia 16.819 habitants, 6.011 habitatges, i 4.712 famílies. La densitat de població era de 771,2 habitants per km².
Dels 6.011 habitatges en un 40,3% hi vivien nens de menys de 18 anys, en un 68,7% hi vivien parelles casades, en un 7,6% dones solteres, i en un 21,6% no eren unitats familiars. En el 18,8% dels habitatges hi vivien persones soles el 10% de les quals corresponia a persones de 65 anys o més que vivien soles. El nombre mitjà de persones vivint en cada habitatge era de 2,73 i el nombre mitjà de persones que vivien en cada família era de 3,14.
Per edats la població es repartia de la següent manera: un 28,2% tenia menys de 18 anys, un 5,1% entre 18 i 24, un 26,4% entre 25 i 44, un 25,6% de 45 a 60 i un 14,7% 65 anys o més.
L'edat mediana era de 40 anys. Per cada 100 dones de 18 o més anys hi havia 91 homes.
La renda mediana per habitatge era de 74.591 $ i la renda mediana per família de 84.657 $. Els homes tenien una renda mediana de 59.722 $ mentre que les dones 36.195 $. La renda per capita de la població era de 35.881 $. Aproximadament el 3% de les famílies i el 3,4% de la població estaven per davall del llindar de pobresa.

## Poblacions més properes
El següent diagrama mostra les poblacions més properes.